# Pettu
Pettu är en ö som hör till landskapet Egentliga Finland. På bredden är ön ca 1,6 km bred och på längden ca 9 km lång. Pettu ligger norr om Hangö udd och Kimitoön, mellan Finby Utö och Bromarv.
Pettu hör till staden Salo. Ursprungligen hörde Pettu till kommunen Finby men då Finby den 1 januari 2009 sammanslogs med staden Salo blev även Pettu en del av denna stad. 
Elva andra byar sammanslogs till staden samtidigt med Pettu.